# Triforă

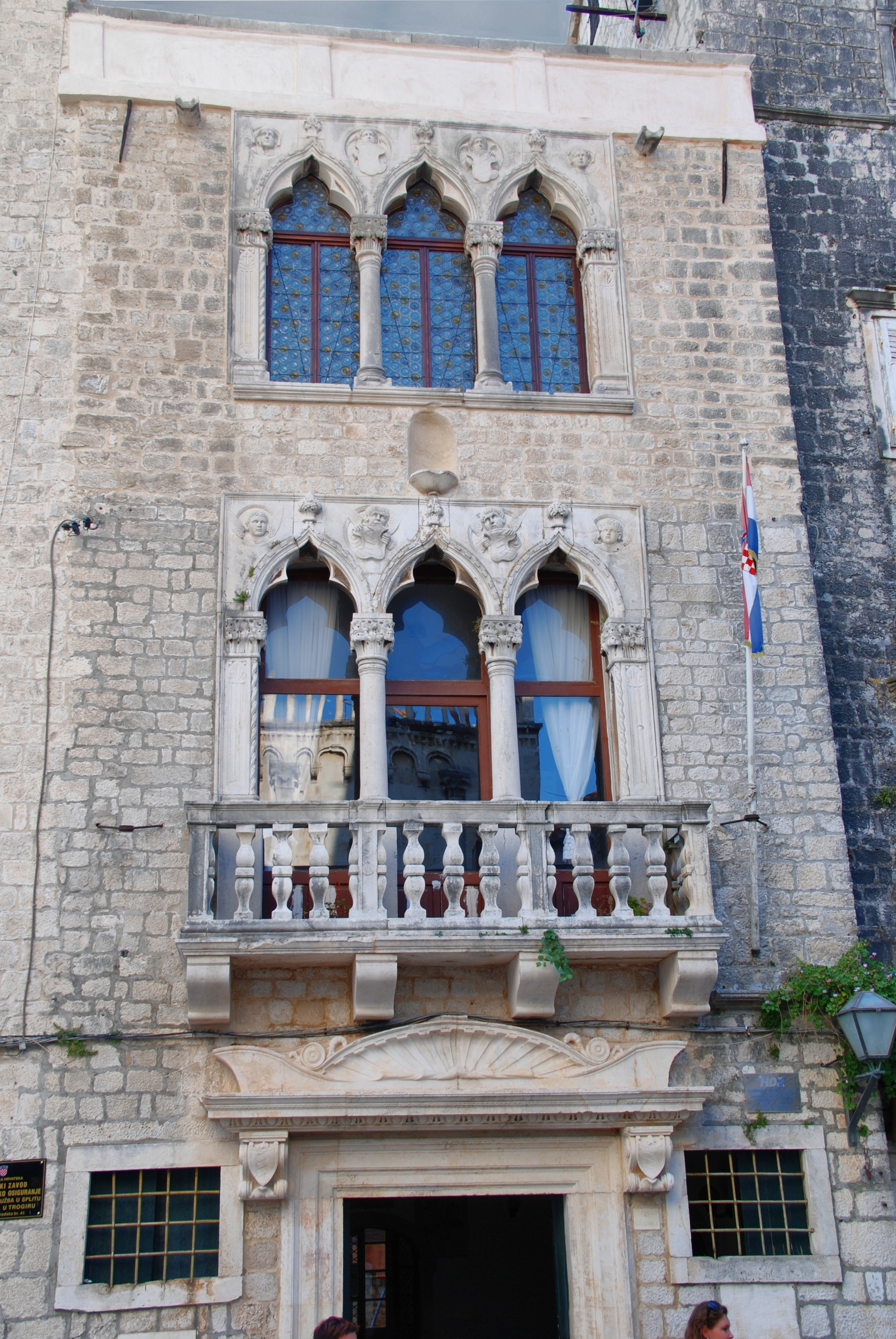
Palatul Cipiko din orașul vechi Trogir, Croația

Triforă (pl. trifore) este un tip de fereastră sau ușă în stilul gotic și romanic, împărțită în trei prin două colonete (în lat. foramen, it. foro = deschidere), fiecare despărțitură fiind terminată cu un arc arhitectural. 

## Descriere
Trifora are trei deschideri despărțite de două coloane mici sau pilaștri, pe care se sprijină trei arcade, rotunde sau ascuțite. Uneori, întreaga triforă este încadrată de un alt arc mare. Spațiul dintre arcade este de obicei decorat de o stemă sau o deschidere circulară. Mai puțin populară decât fereastra biforă, trifora a fost, totuși, utilizată pe scară largă în perioadele romanic, gotic și renascentist. Mai târziu, fereastra a fost uitată în mare parte, revenind în vogă în secolul al XIX-lea, în perioada eclectismului și a redescoperirii stilurilor antice (neogotic, neorenascentist etc.). În comparație cu fereastra cu montanti, trifora a fost în general folosită pentru deschideri mai mari și mai ornamentate.

## Imagini

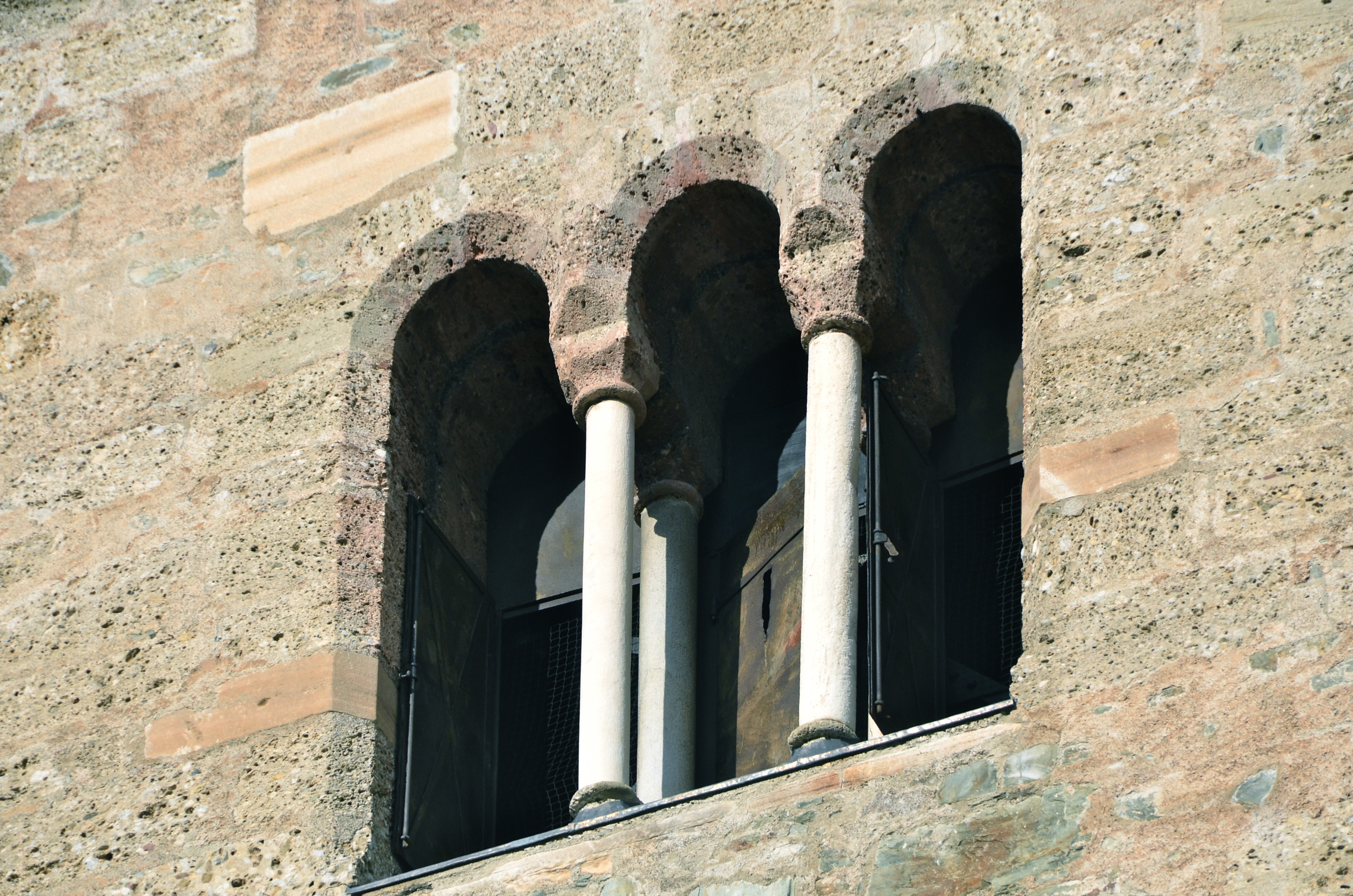
Arcade trifore la biserica de pelerinaj Adormirea Maicii Domnului din Maria Saal, Carintia, Austria
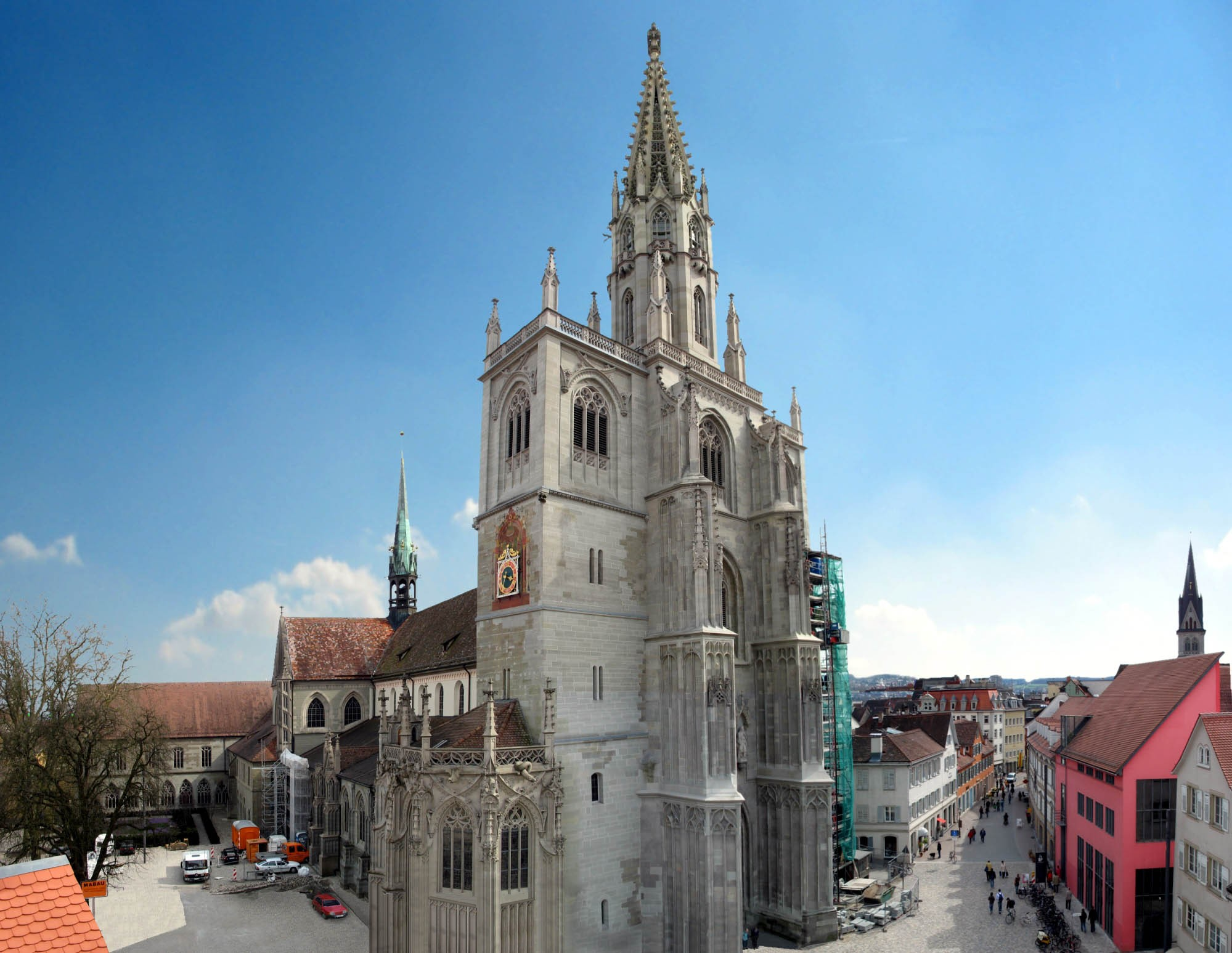
Catedrala din Konstanz cu trifore
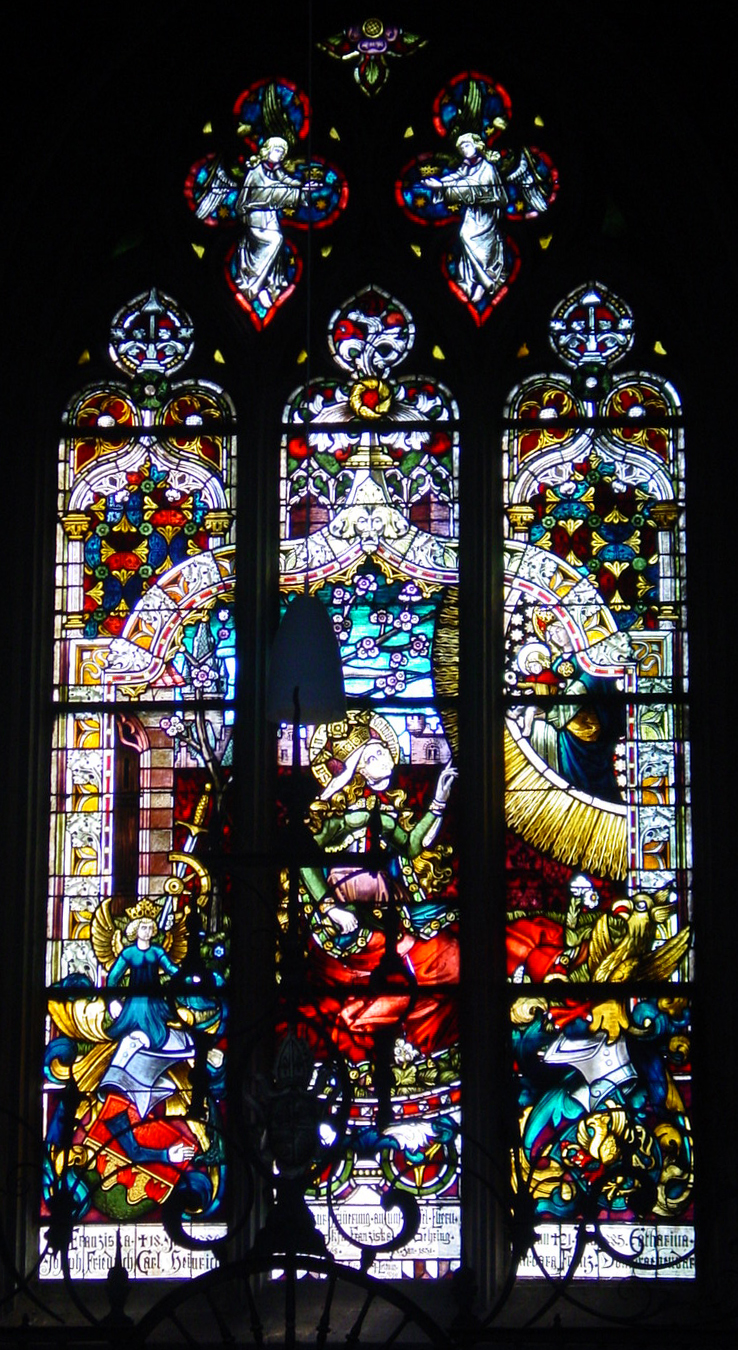
Trifora Catedralei din Konstanz
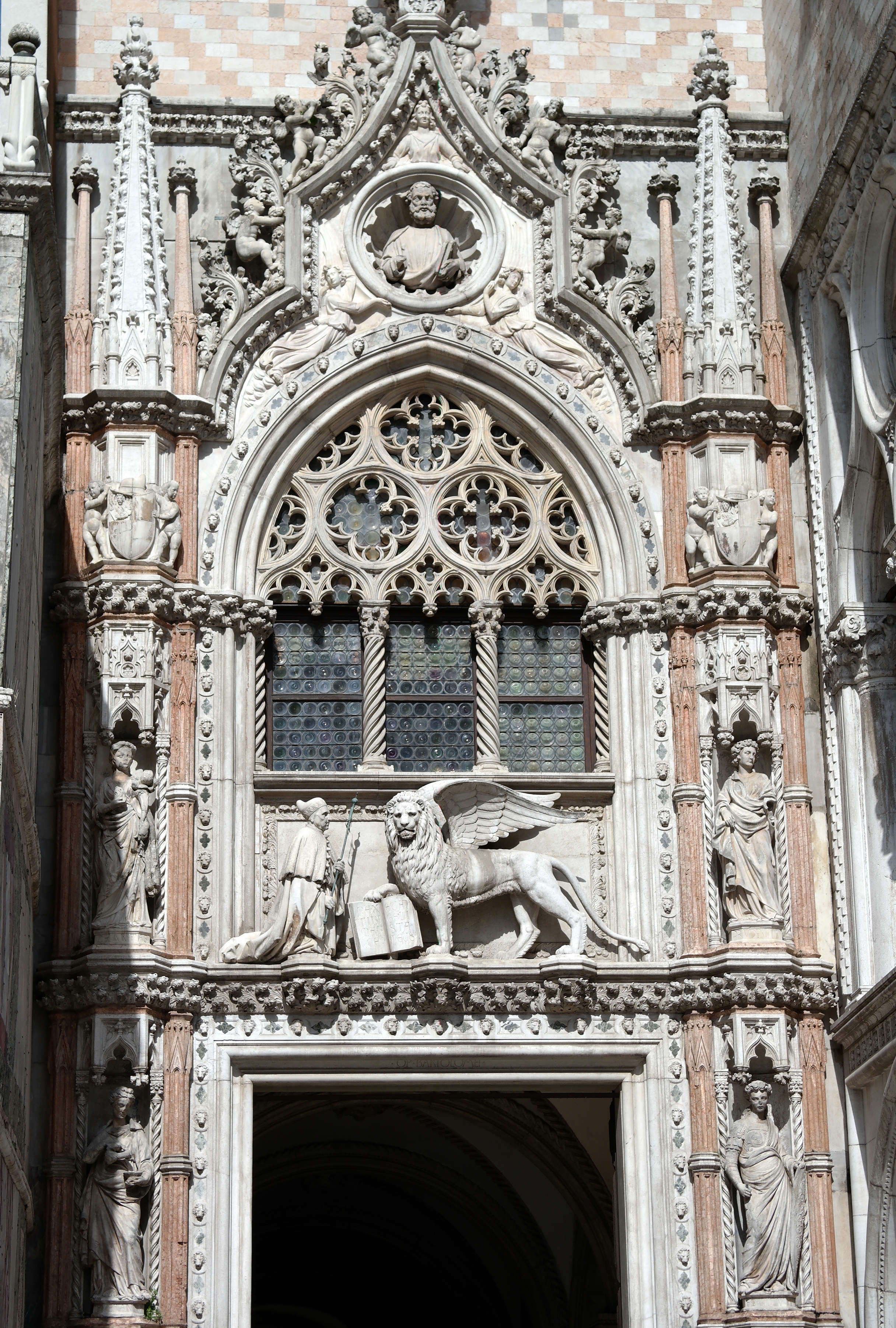
Trifora peste Porta della Carta, Palatul Dogilor în Veneția
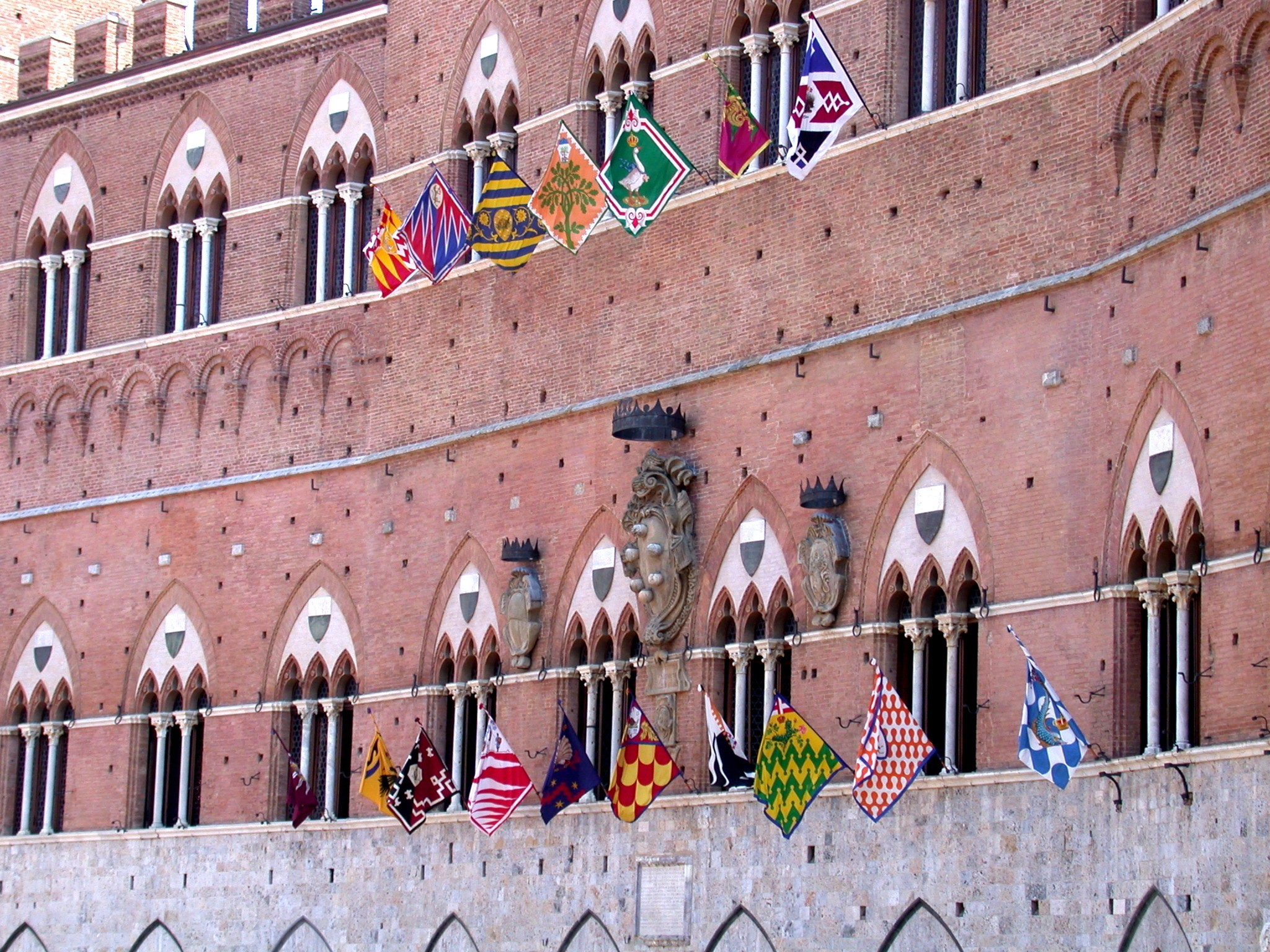
Palazzo Pubblico din Siena
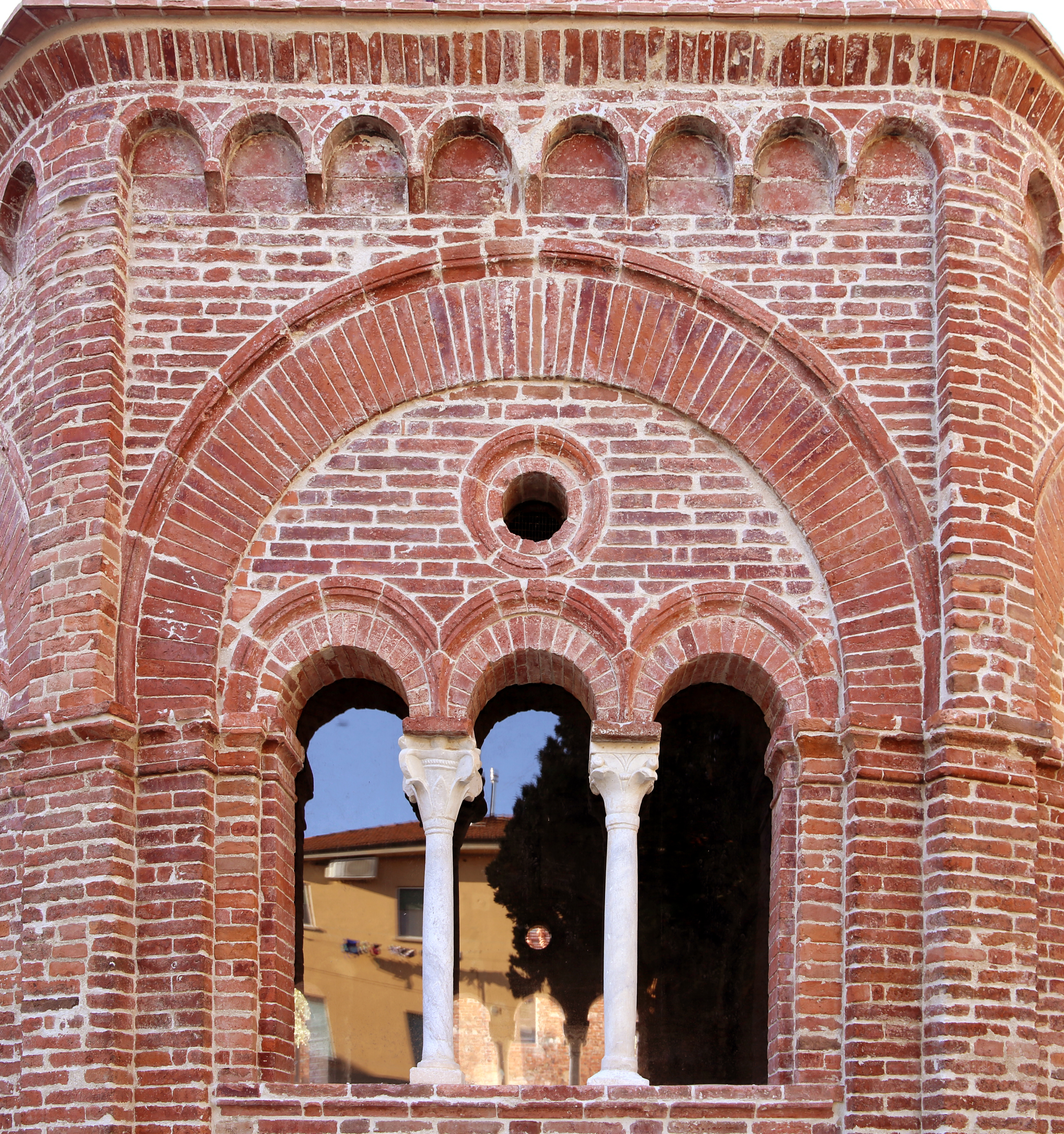
Cappella di Sant'Agata din Pisa